# Jock Stein
John "Jock" Stein, född 5 oktober 1922 i Burnbank, Skottland, död 10 september 1985, är en före detta skotsk professionell fotbollsspelare och manager. Han spelade mer än 150 ligamatcher och gjorde 6 mål som back i bland annat Celtic FC som spelare. Efter spelarkarriären fortsatte han 25 år som manager främst i Celtic FC och Skottland.